# 凌惠平
凌惠平是2002年在中華人民共和國江蘇省連雲港出土的一具西漢時期的女尸，是继湖南长沙马王堆汉墓女尸、湖北江陵凤凰山汉墓男尸之后发现的第三具汉代溼尸。

## 發掘
2002年7月7日下午4时多，连云港海州区朐阳镇双龙村花园路基建工地上，一些竖条木板和一具完整棺木被挖掘出來，次日又发现了三口棺木。連雲港市博物館相關工作人員來此勘探和判定後認定此處为一处汉代墓葬，年代為西漢晚期。整个墓的结构为一穴两椁四棺墓，四具棺木均保存完好。其中南椁室内棺被编为4号棺，北椁室内由南往北依次编为1号棺、2号棺、3号棺，棺材隨後被運往連雲港市博物館。7月9日，在连云港市博物馆内，3号棺棺盖被打開时，棕褐色棺液里有一具古尸，皮肤大部分已变成棕褐色，局部灰黄，有一定的弹性。头发局部脱落。尸体为女性，身长1.58米，年龄在50岁左右。其3号棺内的文物中，發現有一枚边长为1.3厘米的龟钮青铜印章，上刻有文字“凌惠平”，此外3号棺内還出土了漆方盒、漆线绕、漆尺、漆针筒、四乳四螭镜、衣物疏、梳篦等文物。
而該漢墓其他3口棺内仅有零星遗骨，同時，在同一个墓葬里同时出土的男主人棺里有一枚正方形龟钮青铜印，但字迹模糊不清，无法辨认。男主人的颅骨保存完好，男棺的椁板内侧刻有“东公”二字。而从出土木牍的文字记载内容分析，当时东海太守、河南太守等地方官员都派官吏前来参加葬礼。
2002年7月13日，上海自然博物馆遗体防腐研究所研究员徐永庆來到連雲港，察看了女尸後認為这具古尸可以长期保存，但局部如右腹部、头面部、肩部已有腐烂迹象。
2002年12月，中国刑警学院教授赵成文对凌惠平头像进行复原。

## 女尸研究
2003年6月，醫學專家對凌惠平进行了扫描和尸体解剖顯示，女尸左眼球比较完整，脑组织萎缩约一半，但保存完整。大脑额叶沟回清晰，小脑呈碎块状，三叉神经保存完好。女尸身高1.58米，体重24公斤，尸体毛发基本黑色，夹有白发。头发发根清晰。腹部、颈部等部位皮肤局部破损，腹部有创伤。其他部位皮肤保存完好，肌肉牵拉有弹性和韧性，脊柱很直，足底纹路清晰。女尸内脏器官大部分粘連在一起，心、肝、肺等萎缩嚴重，但保存完整，心、肺、肝肠可以分辨。心包无粘连。气管、食道、胃、肠等中空器官，管壁已薄如纸状。女尸的肺部呈灰色，似乎存炭类物质。女尸牙齿29颗牙齿保存完好，但磨损程度比现代人大。根據对女尸棺液样本的测试，PH值为7.55呈弱碱性。相關專家把女尸内脏器官提取出来，解剖结束後，用紗布填充尸體腔体，再用粘胶把刀口粘合起来。
2007年，南京相关生物学者取得古尸标本，試圖提取古尸DNA，但古尸标本內细胞崩解，細胞核消失，超微结构破坏，提取DNA失敗。

## 對外開放
2008年8月28日，连云港市博物馆内的“千古之谜——凌惠平”陈列展正式对外开放，展示了凌惠平的尸體，以及出土的墓葬文物。该陈列区域自建成开放以来，每年参观观众20余万人次。2015年10月起，連雲港市博物馆开始对凌惠平展厅进行大规模改造升级，展厅于2019年5月1日重新对游客开放。